# لي رايلي
لي رايلي (بالإنجليزية: Lee Riley)‏ هو لاعب كرة قدم أمريكية أمريكي، ولد في 24 أغسطس 1932 في أوماها في الولايات المتحدة، وتوفي في 9 يونيو 2011.

## وصلات خارجية
- لي رايلي على موقع مرجع كرة القدم المحترفة.كوم (الإنجليزية)